# Patricia Whitmore
Patricia Whitmore es un personaje ficticio de las películas Independence Day y Independence Day: Resurgence, creada por Roland Emmerich. Fue interpretada por Mae Whitman en niña y Maika Monroe en joven y en Hispanoamérica doblada por Cristina Hernández en niña y Leyla Rangel en joven, fue la primera hija de los Estados Unidos en 1993 a 2001, asesora presidencial de la Presidenta Elizabeth Lanford y del Presidente Joshua T. Adams y pilota, la hija del Presidente Thomas J. Whitmore y de la primera dama Marilyn Whitmore y la novia de Jake Morrison.

## Personalidad
Patricia Whitmore tiene 26 años, es la única hija del Presidente Thomas J. Whitmore y de la primera dama Marilyn Whitmore, en 1996 su madre Marilyn murió por una hemorragia interna y su padre murió por una explosión y 2016 tiene su novio Jake Morrison, es asesora presidencial de la Presidenta Elizabeth Landford y luego el presidente Joshua T. Adams.

## Día de la Independencia(1996)
Patricia estaba en Washington D. C. con su padre mientras su madre estaba ausente en Los Ángeles. Durante la guerra de 1996, ella y su padre fueron evacuados de la capital y finalmente llegaron al Área 51. Patricia se reunió con su madre, quien fue gravemente herida a raíz de la destrucción de Los Ángeles. Sin embargo, Marilyn moría de hemorragia interna en la que Thomas optó por no alarmar a su hija. Después de Marilyn sucumbió a sus heridas, Patricia pidió a su padre si "mamá está durmiendo ahora." Thomas tristemente responde con "Sí, mamá está durmiendo ahora" en que su reacción le dice que ella sabe exactamente lo que esto significa.

## Después de la guerra
Diez años después de la guerra, Patricia se hizo amigo de Dylan Dubrow-Hiller y asistió a una escuela de paso para pilotos de combate, en Nevada. Allí conoce a Jake Morrison, un huérfano y un piloto. Los dos se enamoran y comparten un vínculo mutuo. Sin embargo, su relación a menudo se obtiene en el camino de otras carreras.
En 2013, Patricia fue alistada en la Academia de ESD pero renunció debido a tomar toda la responsabilidad de cuidar de su padre, que sufre de enfermedad mental. Sin embargo, ella mantiene sus lazos con el ESD volviéndose un asistente de la Presidenta Elizabeth Lanford.

## Día de la Independencia 2: el Contraataque(2016)
En 2016, la vida es volver a la normalidad pero la tierra ha hecho muchos cambios al mundo mediante el uso de la tecnología alienígena que. Patricia contrataron a Jake Morrison como encontraron paz.

## Jake Morrison
Jake Morrison es un personaje ficticio de Día de la Independencia 2: el Contraataque, creado por Roland Emmerich. Fue interpretado por Liam Hemsworth y en Hispanoamérica doblado por Alejandro Orozco, es un piloto de combate y el novio de Patricia Whitmore.

## Personalidad
Jake Morrison era un huérfano después de que sus padres fueron asesinados en Los Ángeles durante la guerra de 1996. Durante la guerra de 1996, Jake evita la destrucción de la ciudad por ser enviado a un campamento de verano fuera de la ciudad. También estuvo presente para presenciar el contraataque desastrosa de los caballeros negros contra el destructor de la ciudad de Los Ángeles. Después de la guerra, Jake quedó huérfano, sus padres no pudieron escapar de Los Ángeles.
Jake pasó su vida en un orfanato. A pesar de sus pérdidas, él era no sin esperanza incluyen ver Russell Casse como fuente de inspiración. Se hizo amigo de compañero huérfano Charles Ritter después lo salva de los matones locales. Jake también se inspiró para convertirse en un piloto de combate.

## En la Defensa del Espacio de Tierra
En 2004, Jake trabajó tiempo parcial como mecánico mientras tratando de inscribirse en el examen de admisión de Academia de paso. Dentro de un año, finalmente logró en su inscripción a una Academia de paso en Nevada. Además, Jake decidió tomar a Charles con él. Allí conoció y se hizo amigo de Dylan Dubrow-Hiller y cayó en amor con Patricia Whitmore, la hija del antiguo presidente Thomas J. Whitmore.

## Día de la Independencia 2: el Contraataque(2016)
En 2013, Jake se aplicó a la Academia de Defensa del Espacio de Tierra y convertirse en un candidato potencial para el Escuadrón de legado. Sin embargo, el comportamiento arrogante y la autoridad de Jake lo trajo en problemas con sus superiores y aún su compañero Dylan. Durante un ejercicio de entrenamiento, acciones de Jake casi matan a Dylan. Como resultado, él fue prohibido volar un caza debido a la mala sentencia testimoniada por Dylan, que se negó a presentar una queja contra él y reasignado a la Base de la luna de Defensa del Espacio de Tierra como piloto remolcador de luna.
- Datos: Q26814211